# Nałęczów (gromada)
Nałęczów – dawna gromada, czyli najmniejsza jednostka podziału terytorialnego Polskiej Rzeczypospolitej Ludowej w latach 1954–1972.
Gromady, z gromadzkimi radami narodowymi (GRN) jako organami władzy najniższego stopnia na wsi, funkcjonowały od reformy reorganizującej administrację wiejską przeprowadzonej jesienią 1954 do momentu ich zniesienia z dniem 1 stycznia 1973, tym samym wypierając organizację gminną w latach 1954–1972.
Gromadę Nałęczów z siedzibą GRN w Nałęczowie (wówczas wsi) utworzono – jako jedną z 8759 gromad na obszarze Polski – w powiecie puławskim w woj. lubelskim na mocy uchwały nr 14 WRN w Lublinie z dnia 5 października 1954. W skład jednostki weszły obszary dotychczasowych gromad Nałęczów Zdrój, Bochotnica, Charz "A", Charz "B", Cynków, Chruszczów i Strzelce oraz miejscowość Bochotnica kol. z dotychczasowej gromady Sadurki ze zniesionej gminy Nałęczów w tymże powiecie. Dla gromady ustalono 27 członków gromadzkiej rady narodowej.
1 stycznia 1956 z gromady Nałęczów wyłączono miejscowość Nałęczów Osada, tworząc z niej osiedle Nałęczów w tymże powiecie. Pomimo wyłączenia Nałęczów pozostał nadal siedzibą GRN gromady Nałęczów.
1 stycznia 1957 gromadę Nałęczów zniesiono, a jej obszar włączono do osiedla Nałęczów w tymże powiecie
30 czerwca 1963 Nałęczów otrzymał status miasta. Równocześnie z Nałęczowa wyłączono: a) wieś Cynków oraz kolonie Antopol i Bochotnica, włączając je do gromady Sadurki, oraz b) wieś Strzelce i kolonię Chruszczów włączając je do gromady Piotrowice w tymże powiecie.
1 stycznia 1973 w powiecie puławskim reaktywowano zniesioną w 1954 roku gminę Nałęczów.